# Матвеев, Йоэль Олегович
Йоэ́ль Оле́гович Матве́ев (идиш יואל מאַטוועיעוו‎) (род. 1976) — российский еврейский писатель-фантаст, поэт, литературный переводчик, журналист, драматург, исследователь левых и гуманистических течений в еврейской традиции, автор научных работ по истории иудаизма и Каббалы, специалист по языку идиш. Пишет на идише, русском и английском, владеет рядом других языков .

## Биография
Йоэль Матвеев родился в 1976 году в Ленинграде. Самостоятельно выучил идиш, будучи учеником средней физико-математической школы № 239, начал писать стихи на идише в подростковом возрасте в начале 1990-х годов. С 2002 до 2016 года работал в редколлегии нью-йоркской газеты «Форвертс», выходившей на языке идиш (с 2019 и по сей день эта газета выходит только онлайн). Йоэль жил долгое время в хасидских районах Нью-Йорка и пригородов, где население говорит в быту на идише. Будучи по образованию программистом, Матвеев переводил новости, вёл регулярные рубрики, писал статьи на разные темы, а также программировал. В первой половине 2000-х его стихи на идише начали публиковаться в ряде американских изданий. В 2004—2005 годах Матвеев помог основать журнал «Дер Найер Фрайнд», основанного Исроэлом Некрасовым, и был его соредактором. «Дер Найер Фрайнд» был единственным литературным журналом на идише, существовавшем в то время в России (единственным российским периодическим изданием на этом языке была тогда областная еженедельная газета «Биробиджанер штерн»). В 2017 году вернулся из Нью-Йорка в Санкт-Петербург. С 2019 года — корреспондент двуязычной российской газеты «Биробиджанер штерн», выходящей на русском и идише. В мае 2019 года вышла его первая публикация в этой газете, посвящённая истории компьютерной техники. Йоэль Матвеев сотрудничает с телеканалом ГТРК "Бира", где транслируются известные советские песни в его переводе на идиш, а также беседы с писателем. Советские песни в переводах Йоэля Матвеева исполняет также Псой Короленко.
Стихотворения, проза и стихотворные переводы русской, английской, ирландской (гэльской), эвенкийской, эсперантоязычной поэзии на идиш, а также с идиша, английского, эвенкийского и эсперанто на русский Йоэля Матвеева публиковались в литературных журналах «Дер Найер Фрайнд», «Дер Бавебтер Йид», «Югнтруф», «Ди Цукунфт», «‌Идишланд», газете «Биробиджанер Штерн», газете «Литературная Россия», альманахе «Биробиджан», журнале «Бельские просторы», читались на израильском международном радио Коль Исраэль, опубликованы в нескольких книгах, в том числе "Step By Step", антологии современной поэзии на идише с параллельным переводом на английский (2009), и израильской антологии "А ринг" ("Кольцо"), вышедшей в 2017 году в Израиле. Перевёл десятки стихотворений Осипа Мандельштама на идиш, а целый ряд стихов Уильяма Батлера Йейтса — на идиш, а также русский. По мнению Матвеева, творчество этих двух поэтов глубоко взаимосвязано. Помимо авторских произведений на идише, русском и английском, переводы статей и других работ Матвеева появлялись в немецких, польских и хорватских изданиях. Детские фантастические телеспектакли по его сценариям были созданы петербургской школой "ОРТ де Гинцбург". Помимо идиша и английского, которые Матвеев знает как родные и пишет на этих языках стихи, он хорошо владеет эсперанто и ивритом, в достаточной мере арамейским, ирландским и французским, на базовом уровне знаком с латынью, древнегреческим, с арабским, фарси, изучал также литовский и эвенкийский.
В начале 2022 году Йоэль Матвеев провёл журналистское расследование истории идиша в Уфе, благодаря которому были открыты ранее неизвестные стихи еврейского поэта Цви Цельмана, считавшегося после войны пропавшим . 1 ноября 2023 года, впервые в истории идиша, вышла серия его стихотворных переводов на идиш с ирландского языка, включающая также собственное стихотворение Матвеева, посвящённое Патрику Пирсу (которым сопровождается перевод стихотворения этого ирландского выдающегося культурного деятеля и революционера) .
Йоэль Матвеев также энтузиаст занимательной математики, разработчик эзотерических языков программирования и компьютера на клеточном автомате.